# The Slaughterhouse
A The Slaughterhouse Prince harmincadik stúdióalbuma, amelyet 2004. március 29-én adott ki az NPG Records. Az NPG Music Club-on keresztül jelent meg MP3 formátumban. Az album címe a "Silicon" dalszövegének első sorából származik "Welcome 2 the slaughterhouse." A dalok nagy része már korábban elérhető volt Prince weboldalán 2001-től. A "2045: Radical Man" része volt Spike Lee Afro-tv (Bamboozled) filmzenéjének. 
2015-ben az album megjelent a Tidal zenei szolgáltatón, majd 2018-tól további streaming felületeken. CD-ként soha nem jelent meg, de bootleg verziók megszerezhetők.

## Számlista
Minden dal szerzője Prince.
1. "Silicon" – 4:17
2. "S&M Groove" – 5:10
3. "Y Should 👁 Do That When 👁 Can Do This?" – 4:33
4. "Golden Parachute" – 5:38
5. "Hypnoparadise" – 6:05
6. "Props 'n' Pounds" – 4:38
7. "Northside" – 6:34
8. "Peace" – 5:35
9. "2045: Radical Man" – 6:34
10. "The Daisy Chain" – 6:13